# Szojuz 7K–OKSZ
A Szojuz 7K–OKSZ (oroszul: Союз 7К–ОКС) a szovjet Szojuz űrhajócsalád tagja. A Szojuz 7K–OK-n alapuló változat, amelyet az űrállomások kiszolgálására terveztek. Két példánya repült 1971-ben Szojuz–10 és Szojuz–11 jelzéssel. Átmeneti típus volt a 7K–OK és a 7K–T között.

## Története
A Koroljov vezette CKBEM 1969-ben kezdte el a DOSZ űrállomás fejlesztését. Az űrállomás alapját az OKB–52-től átvett konstrukció képezte, amelyhez a CKBEM a Szojuz űrhajóknál használt rendszereket használták fel. A DOSZ űrállomások kiszolgálására, az űrhajósok oda- és visszaszállítására szolgáló űrhajó kifejlesztéséhez a CKBEM az 1967 óta üzemelő 7K–OK típust vették alapul. Kifejlesztése és tervezése nagyon rövid idő alatt történt. Tervezése 1970 elején kezdődött, és az űrhajók már 1971-ben repültek.

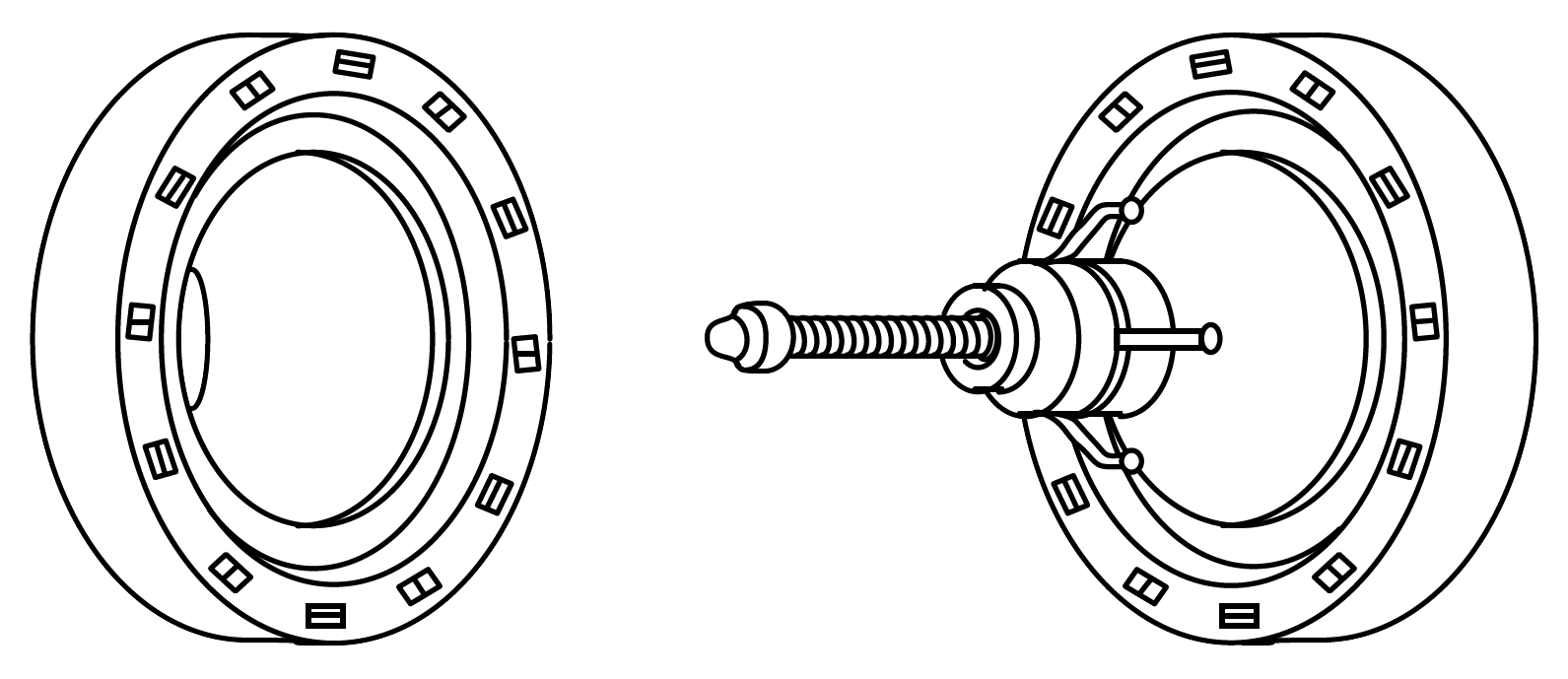
A Szojuz 7K–OKSZ és 7K–T űrhajókon használt SZSZVP összekapcsoló berendezés

A 7K–OKSZ az első generációs Szojuz 7K–OK típushoz hasonlóan háromszemélyes, az űrhajósok az űrhajóban űrruha nélkül utaztak. Az űrállomás-program előkészítéseként már a 7K–OK típust is felszerelték dokkoló berendezéssel, de az csak kapcsolódásra volt képes, az összekapcsolódás során csak adatcsere történt az űreszközök között. A 7K–OKSZ űrhajót a 7K–OK-hoz hasonlóan Igla megközelítő és dokkolórendszerrel látták el, de az SZSZVP típusú összekapcsoló berendezés már belső átszállást (belső zsilipelést) tett lehetővé.
A 7K–OKSZ első indítását Szojuz–10 jelzéssel 1971. április 22-én hajtották végre a bajkonuri űrrepülőtérről egy Szojuz hordozórakétával. Az űrhajó sikeresen megközelítette az 1971. április 19-én pályára állított Szaljut–1 (DOSZ–1) űrállomást. A dokkolórendszer elemei kapcsolódtak ugyan, de az űrhajót nem sikerült rögzíteni az űrállomáshoz, így a személyzet nem tudott átszállni.
A második indításra 1971. június 6-án került sor Szojuz–11 jelzéssel. Az űrhajó másnap, június 7-én sikeresen csatlakozott a Szaljut–1 űrállomáshoz. A személyzet június 29-ig tartózkodott az űrállomáson. A repülés végül katasztrófával végződött. Az űrhajó június 30-án automata üzemmódban rendben leszállt. De a személyzet korábban, az űrállomástól történt elválást követően egy kiegyenlítő szelep hibája miatt megfulladt.
A baleset hatására az űrhajót áttervezték. A módosított Szojuz 7K–T-nél a személyzet létszámát két főre csökkentették, és az űrhajósok a kritikus műveletek során (felszállás, leszállás) űrruhát viseltek.

## További  információk
- A 7K–OKSZ űrhajó kiszolgáló moduljának jellemzői az Encyclopedia Astronautica oldalán
- A 7K–OKSZ űrhajó visszatérő moduljának jellemzői az Encyclopedia Astronautica oldalán
- A 7K–OKSZ űrhajó orbitális kabinjának jellemzői az Encyclopedia Astronautica oldalán